# Mečislovas Zasčiurinskas
Mečislovas Zasčiurinskas (* 29. März 1946 in Kaunas) ist ein litauischer Politiker und Volleyball-Spieler.

## Leben
Nach dem Abitur 1963 an der 1. Mittelschule Kaunas absolvierte Zasčiurinskas 1969 das Diplomstudium als Elektroingenieur am Kauno politechnikos institutas und 1981 das Studium der Wirtschaft. 2005 lernte er am Lietuvos viešojo administravimo institutas.
Zasčiurinskas war am Kauno politechnikos institutas, Plankommission der Stadtgemeinde Kaunas, bei „Kapitalinės statybos“, Berater des Vorstands Kaunas. Von 2004 bis 2006 war er Vizeminister am Sozialministerium Litauens und ab 2006 Direktor bei „Socialiniai projektai“. Von 2008 bis 2016 war er Mitglied im Seimas.
Zasčiurinskas war stellv. Vorsitzende der Darbo partija.
Zasčiurinskas war Mitglied in der Volleyball-Nationalmannschaft.